# اولریش هاوپت
اولریش هاوپت (انگلیسی: Ullrich Haupt؛ ‏ ۸ اوت ۱۸۸۷ – ۵ اوت ۱۹۳۱) بازیگر اهل کشور آلمان بود. وی بین سال‌های ۱۹۱۵ تا ۱۹۳۱ میلادی فعالیت می‌کرد.
از فیلم‌هایی که وی در آن نقش داشته است، می‌توان به فریاد دوردست، نقاب آهنین، تمپست، مراکش، مادام اکس، یک عاشقانه سلطنتی و دو-بری، بانوی عشق اشاره کرد.